# 斯库科拉-马西卡纳
斯库科拉-马西卡纳（義大利語：Scurcola Marsicana），是意大利阿布鲁佐大区拉奎拉省的一个市镇。总面积30.02平方公里，人口2810人，人口密度93.6人/平方公里（2009年）。ISTAT代码为066096。